# 布古贾泰
布古贾泰（義大利語：Buguggiate），是意大利瓦雷泽省的一个市镇。总面积2.61平方公里，人口3143人，人口密度1204.2人/平方公里（2009年）。国家统计（ISTAT）代码为012025。